# 로스 울브리히트
로스 윌리엄 울브리히트(영어: Ross William Ulbricht, 1984년 3월 27일 ~ )는 미국의 범죄인이다. 2011년에 다크넷 마켓 실크 로드를 개설하고 체포되는 2013년까지 운영했던 것으로 잘 알려져 있다. 이 웹사이트는 토르를 사용하여 익명성과 비트코인 화폐를 이용하여 마약과 기타 불법적인 것을 판매하였다. 울브리히트는 소설 《프린세스 브라이드》와 그 소설을 각색한 영화의 등장인물인 "드레드 파이럿 로버츠"(Dread Pirate Roberts)라는 가명을 사용했다.
2015년 2월, 울브리히트는 돈세탁, 컴퓨터 해킹, 불법 신분증 공모, 불법 무역 공모, 인터넷을 통한 마약 불법 거래 공모로 유죄 판결을 받았다. 2015년 5월, 가석방 없는 종신형을 더한 40년형을 선고받았다. 2017년에 미국 제2 연방순회항소법원과 2018년 미국 연방 대법원에 대해 항소하였으나 기각되었다. 현재 도널드 트럼프에 의해 사면되었다.

## 같이 보기
- 케빈 미트닉